# 恋がさくころ桜どき
『恋がさくころ桜どき』（こいがさくころさくらどき）は、ぱれっとより2014年6月27日に発売されたアダルトゲームである。ぱれっとの第13作目。略称は「さくさく」で、公式サイトのディレクトリ名も「sakusaku」となっている。ローマ字では"Koi ga Sakukoro Sakuradoki"と書かれる。
2019年2月28日にはPlayStation 4版がdramatic createから発売された。

## 概要

### 開発
ぱれっとのブランド第9作『ましろ色シンフォニー』と同様に、学園を舞台とした恋愛物語である。『ましろ色シンフォニー』が秋から冬を背景とした作品であったのに対し、本作品は春から初夏のストーリーとなっている。キャッチコピーは「女の子と、恋をしよう。」。
ディレクターのヤスによれば、『ましろ色シンフォニー』の発売後に次回作についてユーザーから多くの期待や声援を受けたのが本作品の企画のきっかけで、コンシューマー版『ましろ色シンフォニー *mutsu-no-hana』（2011年6月発売）の作業が一段落した頃から構想を練り始めた。描きたいテーマは「恋っていいよね」で、主人公とヒロインの恋愛物語と同時に成長物語でもあるストーリーに注目して欲しいという。
原画は和泉つばすで、ぱれっと作品の原画を担当するのは『ましろ色シンフォニー』に続き2度目。本作品では最初の企画段階から参加している。
シナリオのみなせ未來は10年以上活動するライターだが、この名義では初の仕事となる。『ましろ色シンフォニー』が主に「ふたりの恋」が焦点だったのに対し、本作品では「ふたりだけの恋ではない」ことを意識しており、主人公とヒロインが恋に落ちたことで周りがどんな影響を受けるかが見所の一つという。

### 広報
初公開は2011年12月に開催された「コミックマーケット81」であるが、この時点ではヒロインとなるキャラクター5人のシルエット画像と、「原画：和泉つばす、シナリオ：みなせ未來」という情報のみが発表され、作品の題名を含め詳細情報は明かされなかった。
その後、2012年5月にぱれっと公式サイトやゲーム雑誌において正式に発表された。雑誌における公開は『コンプティーク』2012年6月号が最初であり、本誌の表紙にはメインヒロイン「神鳳杏」のイラストが描かれ、ストーリーおよびキャラクター情報も掲載された。しかし、ぱれっと公式サイトにおいてはその後半年に渡って作品内容に関する詳細情報は掲載されず、2012年12月27日になってようやくティザーサイト第2弾が公開され、ストーリーおよびキャラクター情報が掲載された（その間の2012年10月に『みんな捧げちゃう!』の制作が発表され、本作品より先行して2013年2月28日に発売された）。
2012年8月開催の「コミックマーケット82」にて改めて出展され、各種グッズが販売された。2012年12月開催の「コミックマーケット83」にも出展された。2013年12月開催の「コミックマーケット85」にも出展された。2014年4月29日開催の「Character1」にも出展された。
2013年10月20日に日本青年館で開催されたイベント『PASTA! -PALETTE PREMIUM FESTA-』において発売予定日が2014年4月25日であることやメインキャラクター5人のキャスト情報が公開され、翌日の21日にぱれっと公式サイトがリニューアルし、『恋がさくころ桜どき』の作品ページが本公開された。また、同月より漫画化作品が『月刊コンプエース』『月刊コミックアライブ』『まんが4コマぱれっと』の3誌にて連載開始となった。翌月にはインターネットラジオ番組『恋がさくころ桜どき さくらじ』が配信開始された。
2014年3月28日には体験版が公開されたが、同日に発売日が同年4月25日から6月27日に変更されることが発表された。2014年6月27日、初報から2年以上が経過した後に発売された。

## ストーリー
美颯学園の保健委員の浅葉悠真は、保健室で学園の女子達から恋の悩みを聞くようになったが、その面倒見の良さから“恋の賞金首”として狙われる存在になってしまう。あらゆる相談を受ける内に恋愛へ幻想を抱けなくなっていた悠真の前に、自称“恋の妖精”という謎の少女・ティナが現れ、浅葉家に住み着いて彼の恋を叶えようとする。

## 登場人物

### メインキャラクター
浅葉 悠真（あさば ゆうま）
身長：176cm / 誕生日：6月11日 / 星座：双子座 / 血液型：A
本作の主人公。桜南（おうなん）ニュータウンという町にある美颯学園（みはやがくえん）の2年生男子生徒。学園で保健委員を務める。放課後になると保健室を訪れ、白衣を纏い女生徒の恋の相談にあたる。アドバイスが的確らしいということで噂が広がり、女生徒の間ではかなり有名。また、後押しする台詞が女生徒を惚れされる。佐和田奈緒には天然ジゴロと称されるが、自覚なし。笑うことが苦手で意識的に笑おうとすると歪らしく、周囲が引くほど。現代国語の教師を務めていた父親の「数人（かずと）」は数年前に他界している。
神鳳 杏（じんぽう あん）
声：夏峰いろは
身長：162cm / スリーサイズ：B89/W59/H87 / 誕生日：4月2日 / 星座：牡羊座 / 血液型：O
本作のメインヒロイン。美颯学園の3年生で生徒会長。悠真のことは「悠真クン」と呼ぶ。学園理事長と親しいらしく、学園の他の女生徒とは異なる生徒会長用の特注制服を着ている。生徒会長としての能力は高く、春休み中に辞めてしまった役員分の仕事をカバーするほど。名前の英語表記は初公開時は"Anne Jinpou"、公式サイトでは"Jinpou Ann"。
一ノ瀬 美桜（いちのせ みお）
声：綾部結花
身長：148cm / スリーサイズ：B87/W58/H86 / 誕生日：5月8日 / 星座：牡牛座 / 血液型：A
美颯学園の2年生の少女。悠真とは保育園のときからの幼馴染でクラスメイト。悠真のことは「ユウくん」と呼ぶ。浅葉家の近所にある桜丘八幡神社の巫女。生徒会で書記を務める。
極度の男性恐怖症で異性に触れることができず、触れてしまうと拒絶反応として涙を流してしまう。その克服のため、毎朝の通学路では電柱の間隔1つ分だけ悠真と手を繋いで歩いている。
BLに幾らかの関心を持っている。「美夕」という名の大学生の姉がいる。
月嶋 夕莉（つきしま ゆうり）
声：近衛夜空
身長：156cm / スリーサイズ：B82/W56/H83 / 誕生日：9月21日 / 星座：乙女座 / 血液型：B
美颯学園の2年生の少女。美桜の親友。悠真のことは「浅葉くん」と呼ぶ。生真面目な性格の風紀委員長代理。学園の寮で暮らしている。学園の食堂でウエイトレスのアルバイトをしている。美桜とは親友で事情も知っており、いろいろサポートをしてくれる。花子という姉がいるが、あまり話題にして欲しくないらしい。花子が迷惑をかけると、風紀委員長代理の立場として注意することが多い。
以前の風紀委員長が生徒会役員と秘かに付き合っていたことが関係して辞めてしまったため、やむなく代理を務めている。
浅葉 こなみ（あさば こなみ）
声：上原あおい
身長：151cm / スリーサイズ：B85/W57/H85 / 誕生日：11月17日 / 星座：蠍座 / 血液型：AB
美颯学園の1年生で悠真の妹。悠真のことは「兄さん」と呼ぶ。将棋が得意でよく悠真と対局するが、悠真には負けてしまうことが多い。駒の中では桂馬が好きで、桂馬を相手に取られると調子を崩す。生徒会で会計を務める。
春から美颯学園に通うことになった新入生。学園に将棋部がなかったため、部を設立しようと生徒会長の杏に掛け合ったところ、「将棋の対局で私に勝てば創部を許可、負ければ生徒会に入る」という条件を杏から提示される。その勝負で負けてしまったため、入学早々生徒会に加入することになった。
幼いころは身体が弱かったが、現在は健康である。
ティナ
声：咲智ゆん
身長：139cm / スリーサイズ：Bちいさい/Wほそい/Hかわいい / 誕生日：不明 / 血液型：不明
「恋の妖精」を自称する謎の少女。悠真のことは「ユウマさん」と呼ぶ。浅葉家に住み着く。

### サブキャラクター
エレオノーラ
声：風音
杏と深いかかわりのある謎の女性。愛称は「エレ」。
月嶋 花子（つきしま はなこ）
声：桐谷華
夕莉の双子（一卵性双生児）の姉。美颯学園の2年生で悠真や夕莉とは別のクラス。学園の新聞部に所属しており、自らを「真影の暗殺者（ポートレイトアサシン）」と称し、スクープ記事を狙っている。スクープのターゲットとして悠真に狙いをつけている。「スレイプニール」という名のデジタルカメラを首から紐でぶら下げている。「花子」という自己の名を、他人から呼ばれるのが好きではない。夕莉からは「花」、杏からは「花やん」と呼ばれる。2012年12月開催の「コミックマーケット83」にて頒布された「ぱれ本」にて初公開された。
佐和田 奈緒（さわだ なお）
声：丸ノ内霞
美颯学園の養護教諭。教師だった悠真の父親の教え子で悠真にとっては姉のような存在。悠真の父親が顧問を務めていた文芸部の唯一の部員だった。学園女子寮の管理・監督も務める。
浅葉 葵（あさば あおい）
声：加渕以乃
悠真とこなみの義理の母で、2人からは「葵さん」と呼ばれている。悠真たちのクラスの担任教師。担当科目は体育で学園ではジャージを着ている。奈緒と同じく悠真の父親の教え子。年齢も近いことから生徒の間では人気がある。赴任2年。
肥田 爽（こえた そう）
声：仲達
悠真のクラスメイトで親友の男子生徒。生徒会で副会長を務める。くだけた性格。肥満嗜好の気があり、ぽっちゃりした女性にしか興味がない。悠真とは学園の入学試験で隣同士になったことから知り合った。
一ノ瀬 美夕（いちのせ みゆ）
声：三代眞子
美桜の姉で大学生。美桜と同様に桜丘八幡神社の巫女。大学への通学時もふくめ、普段から巫女装束を着ている。
コタロー
声：六花、金太郎（オオカミ）
ティナが頭に乗せている小動物。本作のマスコットキャラクター。言葉を話すことができる。一人称は「わたくし」で、ティナのことを「ティナ様」と呼ぶ。
真の姿は巨大なオオカミ。この姿の時は、口調は荒くなり、一人称は「オレ」、ティナのことを「ティナ」と呼ぶ。スケベな部分があり、普段小動物の姿をしている理由は、本人曰く「（本来の姿だと）女が怖がって逃げていく」「若い女に抱きしめられたい」からとのこと。ただし”胸のないお子様”には興味がないらしくティナは対象外。
ヒューベリオン
声：ほうでん亭センマイ
ティナを狙うオカマの死神だが、その目的は謎。悠真には一目惚れしたらしく、彼のことをしつこくストーキングしたりアプローチをかけたりする。

## スタッフ
- 原画：和泉つばす
- シナリオ：みなせ未來
- SD原画：eco*
- 音楽：BURTON

## 主題歌
オープニングテーマ「恋さくミライ」
作詞 - rino / 作編曲 - 大久保薫 / 歌 - 佐咲紗花
グランドオープニングテーマ「Distance」
作詞 - rino / 作編曲 - 宝野聡史 / 歌 - 佐咲紗花
エンディングテーマ「恋風ひらり」
作詞 - rino / 作編曲 - 宝野聡史 / 歌 - 神鳳杏（夏峰いろは）、一ノ瀬美桜（綾部結花）、月嶋夕莉（近衛夜空）、浅葉こなみ（上原あおい）、ティナ（咲智ゆん）
グランドエンディングテーマ 「君といた世界」
作詞 - rino / 作編曲 - 田辺トシノ / 歌 - 美郷あき

## 関連商品

### キャラクターソングアルバム
5人のヒロインの歌を収録した『恋がさくころ桜どき キャラクターソングアルバム』がゲームと同じ2014年6月27日に発売された。型番は、SKSK-01。
収録曲
（全作詞：SugarLover）
1. Love Magic!
作編曲 - 田中俊裕 / 歌 - 神鳳杏（夏峰いろは）
2. 桜がひらり、スカートひらり
作曲 - BURTON / 編曲 - 宝野聡史 / 歌 - 一ノ瀬美桜（綾部結花）
3. Feel my heart
作編曲 - 宝野聡史 / 歌 - 月嶋夕莉（近衛夜空）
4. 約束
作編曲 - 田辺トシノ / 歌 - 浅葉こなみ（上原あおい）
5. 恋しよう -I know your love-
作編曲 - 田中俊裕 / 歌 - ティナ（咲智ゆん）
6. Love Magic! (Instrumental)
7. 桜がひらり、スカートひらり (Instrumental)
8. Feel my heart (Instrumental)
9. 約束 (Instrumental)
10. 恋しよう -I know your love- (Instrumental)

| クレジット         | クレジット       |
| ------------------ | ---------------- |
| Producer           | 近藤真樹         |
| Illustration       | 和泉つばす       |
| Director           | アブカワオサム   |
| Recording Engineer | 青木悠、山田大晃 |
| Recording Studio   | Studio Luxe      |
| Jacket Design      | ゆづき           |

### サウンドトラック
『恋がさくころ桜どき ORIGINAL SOUND TRACK』
C86にて販売され、後にオフィシャル通販でも販売された。
| - Disk1 1. 恋さくミライ 2. Distance 3. 花巡りて 4. 桜前線上昇中 5. コソコソっと 6. 零れ落ちる花びら 7. 長雨 8. ネコとネズミの大運動会 9. 死神の仕事 10. 思い出のコンサートホール 11. 初桜 12. 二人だけの花言葉 13. 頂上決戦 14. 街の喧噪 15. ネコのように走れ～！ 16. 夜露に濡れる 17. 葛藤 18. 深淵に誘われて 19. 秋色桜 20. 花露 | Disk2 1. 思い出の染井吉野 2. あなたに微笑む山桜 3. どんな時も優雅に八重桜 4. 冬桜な妹 5. 恋の妖精 6. 死神の鎌 7. 記憶の欠片 8. 日々徒然 9. 一重咲の小葉桜 10. 猫じゃらし！ゆらゆら 11. 恋咲くミライ -Piano ver.- 12. Distance -Music box ver.- 13. 紅茶の気分なひと時 14. ある日の午後 15. 夢見草 16. 恋風ひらり - 歌 - 神鳳杏（夏峰いろは）、一ノ瀬美桜（綾部結花）、月嶋夕莉（近衛夜空）、浅葉こなみ（上原あおい）、ティナ（咲智ゆん） 17. 君といた世界 - 歌 - 美郷あき |

### VOCAL COLLECTION
『恋がさくころ桜どき VOCAL COLLECTION』
収録曲
1. 恋さくミライ
  - 歌 - 佐咲紗花
2. Distance
  - 歌 - 佐咲紗花
3. 恋風ひらり
  - 歌 - 神鳳杏（夏峰いろは）、一ノ瀬美桜（綾部結花）、月嶋夕莉（近衛夜空）、浅葉こなみ（上原あおい）、ティナ（咲智ゆん）
4. 恋風ひらり 杏Ver
5. 恋風ひらり 美桜Ver
6. 恋風ひらり 夕莉Ver
7. 恋風ひらり こなみVer
8. 恋風ひらり ティナVer
9. 君といた世界
  - 歌 - 美郷あき

## 漫画版
2013年10月より漫画版3作品が連載開始された。
恋がさくころ桜どき Charming scarlet
角川書店刊『月刊コンプエース』2013年12月号（10月26日発売）より2015年1月号（2014年11月26日発売）まで連載。作画は三倉ちかげ。略称は「さくさく赤」。神鳳杏がヒロイン。2014年4月号は休載。2014年5月26日に単行本第1巻が発売された。
1. 2014年5月26日発売、ISBN 978-4-04-121091-8
2. 2015年2月26日発売、ISBN 978-4-04-102284-9

恋がさくころ桜どき Graceful blue
メディアファクトリー刊『月刊コミックアライブ』2013年12月号（10月26日発売）より2015年6月号（4月27日発売）まで連載。作画は毒田ペパ子。略称は「さくさく青」。月嶋夕莉がヒロイン。2014年4月号は休載。2014年5月23日に単行本第1巻が発売された。
1. 2014年5月23日発売、ISBN 978-4-04-066555-9
2. 2015年2月23日発売、ISBN 978-4-04-067264-9
3. 2015年5月23日発売、ISBN 978-4-04-067522-0

恋がさくころ桜どき Colorful days
一迅社刊『まんが4コマぱれっと』2013年12月号（10月22日発売）より開始（2013年12月号にプレストーリー掲載後、2014年2月号より本格連載）。作画はあちゅむち。2014年5月号は休載。2015年3月号（1月22日発売）にて連載終了。また、2014年4月18日から6月27日までゲーム公式サイトでもあちゅむちによる全11回の4コマ漫画が連載された。
1. 2015年2月21日発売、ISBN 978-4-7580-8227-3

## Webラジオ
インターネットラジオステーション「音泉」にて、ぱれっとより『恋がさくころ桜どき さくらじ』が配信された。
2013年11月7日から2014年10月9日まで毎週木曜日に更新（9週目に当たる同年1月2日は、年始のために更新休止）。パーソナリティは「神鳳杏」役の夏峰いろはと「一ノ瀬美桜」役の綾部結花。同じくぱれっと提供の『ほめられてのびるらじおZ』とも関係しており、2014年1月9日の更新では同年の新春合同番組「ほめさく新年会」として「ほめらじ」の第351回で前編、「さくらじ」の第9回で後編が配信された。
ゲームのオフィシャル通販特典として、「さくらじ+ほめらじ特別版CD」が付属された。また、ラジオCD全4巻も発売されている。
以下のコーナーが設けられている。
- メールをよむころお便りどき
- さくっとメール
- 懸賞金ゲット！ さくらじVSほめらじ
- 溺愛クラッシャー神鳳杏！
- 一ノ瀬美桜の男性克服レッスン！
- 賞金首になりた〜い！
- 恋なんてするもんじゃねえよ、なんて言わないよ絶対
- あなたのメールに答えてみせます。番組の名にかけて…

## 体験版
2014年3月28日には公式サイトにおいて、体験版が公開され、同年4月29日に開催されたイベント「Character1」においては体験版ディスクが配布された。また、同年5月21日に発売された「TECH GIAN」2014年7月号付録DVD-ROMにも体験版が収録された。「TECH GIAN」の体験版ではゲーム冒頭と最後にオリジナルの会話シーンが追加されている。

## ドラマCD
ソフマップ、ゲーマーズ、メディオ!、げっちゅ屋の店舗特典、およびオフィシャル通販特典として、それぞれ神鳳杏、一ノ瀬美桜、月嶋夕莉、浅葉こなみ、およびティナの録り下ろしドラマCDが付属された。
- ソフマップ：「放課後の生徒会室」（杏）
- ゲーマーズ：「ちょっぴり強引に」（美桜）
- メディオ!：「裸エプロンでお給仕」（夕莉）
- げっちゅ屋：「一緒の布団でおやすみプレイ」（こなみ）
- オフィシャル：「うしさんパジャマとミルク」（ティナ）